# Claus Larsen-Jensen
Claus Larsen-Jensen (født 9. maj 1953 i København) er en dansk politiker og forfatter. Han er direktør og organisationsleder, Fagligt Internationalt Center. Han er midlertidigt folketingsmedlem for Socialdemokratiet i Bornholms Storkreds  fra 9. oktober 2017 (stedfortræder for Lea Wermelin). Fra d. 13. december 2013 - 30. jun. 2014 var han medlem af Europa-Parlamentet for Socialdemokraterne, hvor han endvidere var næstformand for udvalget for Miljø, Folkesundhed og Fødevaresikkerhed. Han har også tidligere siddet i Folketinget for Socialdemokratiet, som midlertidigt medlem fra Østre Storkreds i flere perioder i årene 1991-94 og blev fast medlem valgt i Søndre Storkreds fra 11. marts 1998 til 5. februar 2005.

## Baggrund
Larsen-Jensen gik i folkeskole 1960-1967, Roskilde Private Realskole 1967-1970 og fortsatte på Roskilde Amtsgymnasium 1970-1973.
I perioden 1973-1978 havde han skiftende ansættelser.
Han var tidligere gift med Winnie Larsen-Jensen. Efternavnet tog de ved at kombinere hendes Larsen og hans Jensen.
Claus Larsen-Jensen har siden 2007 boet på Bornholm.

## Politiske og fagforeningsmæssige karriere
Forbundssekretær i DSU's Landsforbund 1978-82. Medlem af Socialdemokratiets hovedbestyrelse 1978-82 og 1983-92. Forbundsformand for DUI-Leg og Virke 1983-89. Formand for Arbejderbevægelsens Internationale Center, AIC 1983-89. Medlem af bestyrelsen for AOF's Landsforbund 1983-92. Medlem af forretningsudvalget i Arbejderbevægelsens Internationale Forum, AIF 1994-99, Mellemfolkeligt Samvirkes repræsentantskab 1975-98, Dansk Flygtningehjælps repræsentantskab 1995-98.
Styrelsesmedlem og formand for Arbejderbevægelsens Børneorganisationer i Norden, ABN, 1983-92. Medlem af Kontrolkomiteen i Socialistisk Ungdoms Internationale, IUSY, 1985-98. Formand for European Youth Forums komite for unge arbejderes sociale forhold i Europa 1978-80. Næstformand i Dansk Ungdoms Fællesråds Internationale udvalg, ARTEs forretningsudvalg 1978-82 samt repræsentant i flere internationale faglige organisationer 1982-98. Medlem af Det Europæiske Konvent om Charter for Fundamentale Rettigheder 1998-2001.
International sekretær i SiD 1982-98 med ansvar for EU, internationalt fagligt samarbejde, transnationale selskaber, europæiske samarbejdsudvalg, faglige udviklingsprojekter i Mellem- og Sydamerika, Det sydlige Afrika, Asien og i Mellemøsten, uddannelse af faglige tillidsfolk fra Øst- og Centraleuropa fra 1990, internationale miljøforhold, indvandrer- og flygtningeforhold samt oplysningsvirksomhed.
Formand for Folketingets Europaudvalg siden februar 2000, medlem af Udenrigspolitisk Nævn og af Boligudvalget og Skatteudvalget.
Partiets folketingskandidat i Bispebjergkredsen 1988-1994, i Sundbykredsen 1998-2005 og i Bornholms Storkreds fra 2014.
I december 2013 kom Larsen-Jensen i Europa-Parlamentet, da han overtog Dan Jørgensens plads
efter at Jørgensen var blevet udnævnt til Minister for Fødevarer, Landbrug og Fiskeri.
I oktober 2017 kom Claus Larsen-Jensen i folketinget for Socialdemokratiet, da Lea Wermelin gik på barsel.

## Tillidshverv
Skolebestyrelsesformand Sønderbro Skole, København, medlem af Skole og Samfunds bestyrelse og Rådet for Folkeskolen 1994-98.